# Backa Studios
Backa Studios AB är ett svenskt filmproduktionsbolag i Vedevåg i Örebro län. Bolaget producerar såväl spelfilm som reklamfilm  och annat pr-material för den svenska marknaden.
Backa Studios har producerat flera kortfilmer. Tre år i rad mottog de Örebro läns kortfilmpris Josef (efter filmskaparen Josef Fares). Deras kortfilmer har visats på Uppsala internationella kortfilmfestival. Studions första långfilm, den svenska komedin Jango on Tour (2011) släpptes  på DVD och VOD av den svenska distributören Cinematic Vision.

## Filmografi
- 2008 – En liten gnutta kärlek, kortfilm
- 2009 – Historien om Franz Unckel, kortfilm
- 2010 – Någonting att fira, kortfilm
- 2011 – Jango on Tour, långfilm
- 2019 – Lantisar, långfilm